# Сям-Можга
Сям-Можга́ (рос. Сям-Можга) — село у складі Увинського району Удмуртії, Росія.

## Населення
Населення — 411 осіб (2010; 433 в 2002).
Національний склад станом на 2002 рік:
- удмурти — 67 %
- росіяни — 32 %

## Урбаноніми[3]
- вулиці — Зелена, імені Калініна, Карла Маркса, Калініна, Пушкіна, Радянська, Удмуртська, Чкалова, Шкільна
- провулки — Церковний